# Oskar Emil Lenau
Frihedskæmper Oskar Emil Lenau (dæknavn "William"; født 27. maj 1921 på Frederiksberg, død 6. juli 1997) var medlem af modstandsgruppen BOPA under den Tyske besættelse af Danmark under anden verdenskrig. BOPA's militærgruppe, der blandt andet tog aktion under selve befrielsen i maj 1945 i København, hvor "William" var i BOPA's militærgruppe. Gruppen befriede fangerne i cellerne i Dagmarhus' øverste etage, hvor de danske modstandsfolk var placeret af Værnemagten som ofre, for at forhindre at hovedkvarteret blive udsat for sabotage eller bombet af de Allierede. "William"/Oskar Emil Lenau var ligeledes medlem at sabotagegruppen i BOPA baseret i København. "William"'s gruppe hed Region Vl (København).